# Beş Yıl Önce, On Yıl Sonra
Beş Yıl Önce, On Yıl Sonra (рус. Пять лет назад, десять лет спустя) — турецкая музыкальная группа, образованная в 1981. Группа состоит из четырёх участников — Нилгюн Онаткут (тур. Nilgün Onatkut), Атакана Юнувара (тур. Atakan Ünüvar), Мехмета Хороза (тур. Mehmet Horoz), и Шебгун Тансел (тур. Şebgün Tansel). Творчество группы часто называли «турецким ответом группе ABBA».
В 1984 участники группы представляли Турцию на конкурсе песни Евровидение 1984 в Люксембурге. Песня «Halay», которая была исполнена ими на конкурсе, заняла двенадцатое место (с результатом 31 баллов).

## Дискография

### Альбомы
- Beş Yıl Önce On Yıl Sonra (1982)
- 5 Vals 10 Tango (1983)
- Ajda Pekkan Ve Beş Yıl Önce On Yıl Sonra (1985)
- Extra (1985)
- Beş Yıl Önce On Yıl Sonra (1987)
- Dört Mevsim (1988)
- Biraz Müzik (2001)